# Starfire (videogioco 1983)
Starfire è un videogioco strategico a turni con alcune sequenze d'azione, pubblicato nel 1983 per ZX Spectrum dalla Virgin Games. Il giocatore è al comando di un'astronave solitaria che deve ripulire dagli invasori alieni un'area di 10x10 quadranti di spazio, gestendo anche i propri rifornimenti presso le basi spaziali.
Appartiene al filone delle varianti del classico Star Trek.